# بنیاد مدیریت کیفیت اروپا
بنیاد مدیریت کیفیت اروپا(انگلیسی: EFQM (the European Foundation for Quality Management)) بنیادی غیر انتفاعی در بروکسل می‌باشد که برای افزایش رقابت در اقتصاد اروپا در سال ۱۹۸۹ میلادی تاسیس گردیده است.